# NGC 652
NGC 652 è una galassia a spirale situata nella costellazione dei Pesci, a una distanza di circa 242 milioni di anni luce dalla nostra Via Lattea.

## Scoperta
NGC 652 è stata scoperta il 22 ottobre 1886 dall'astronomo statunitense Lewis Swift.

## Descrizione
NGC 652 presenta una larga riga a 21 cm dell'idrogeno neutro.